# Upłaz

Grafika przedstawiająca upłaz

Upłaz, upłaz skalny – forma ukształtowania powierzchni ziemi: poziome lub lekko nachylone spłaszczenie w obrębie ściany skalnej lub stoku, oddzielające od siebie części stoku o znacznie większym nachyleniu, często porośnięte roślinnością zielną. W podhalańskiej gwarze nazywano upłazem stosunkowo płaskie i trawiaste zbocze o różnej wielkości i różnym stopniu nachylenia. W Tatrach przykładem upłazów są np. Długi Upłaz, Skupniów Upłaz.